# Королева Чорин
«Королева Чорин» (англ. Mr. Queen, кор. 철인왕후, 哲仁王后, Cheorinwanghu) — южнокорейский телесериал 2020—2021 года. В главных ролях: Син Хесон и Ким Джонхён. Он транслировался на телеканале tvN каждую субботу и воскресенье в 21:00 (корейское время) с 12 декабря 2020 года по 14 февраля 2021 года в 20 сериях.

## Сюжет
В наше время Чан Бонхван — шеф-повар, который работает в Голубом доме — резиденции президента Южной Кореи. У него свободный дух, но однажды его душа оказывается в теле королевы Чорин в период Чосон.
Король Чхольчон — правящий монарх, мягкий и покладистый человек. Однако он король лишь по титулу, но истинная власть принадлежит жене покойного короля Сунджо, королеве Сунвон.
Королева Чорин вскоре обнаруживает, что король не тот, кем кажется, и что у него есть тёмная и подозрительная сторона.

## В ролях

### Основной состав
- Син Хесон — Ким Соён / Королева Чорин
  - Со Ынсоль — Ким Соён в юности
- Ким Джонхён — Ли Вонбом / Король Чхольчон
  - Ким Ганхун — Ли Вонбом в молодости

### Вспомогательный состав
Окружение королевы Чорин
- Чха Чхонхва — придворная дама Чхве
- Чхэ Соын — Хонён

Окружение короля Чхольчона
- Ю Мингю — принц Ёнпхён
- Ли Джэвон — Хон Бёльгам

Клан Андон Ким
- Пэ Джонок[англ.] — Великая вдовствующая королева Ким (королева Сунвон)
- Ким Тхэу — Ким Джвагын
- На Ину — Ким Бёнин
- Чон Бэсу — Ким Мунгын
- Ю Ёнджэ — Ким Хван
- Сон Минхён — главный государственный советник Ким Бёнхак
- Кан Джиху — левый государственный советник Ким Соккын
- Сон Гваноп — военный министр Ким Чханхёк

Клан Пунгян Джо
- Соль Ина[англ.] — Чо Хваджин, королевская благородная супруга (наложница) Ый (Чо Гвиин)
- Чо Ёнхи — вдовствующая королева Чо (королева Синджон)
- Ко Инбом — правый статский советник Чо Манхон
- Ким Гвансик — министр кадров Чо Докмун

Люди в голубом доме
- Чхве Джинхёк — Чан Бонхван
- Ли Чхольмин — режиссёр Хан Пхёджин / Хан Симон
- Ким Джунвон — Пу Сынмин

Люди на королевской кухне
- Ким Ингвон — королевский повар Манбок
- Кан Чхэвон — Дамхян

Королевский двор дамы
- Ким Джуён — Оволь
- Сон Соман — придворная дама Кан
- Со Херён — придворная дама
- Ан Джури — придворная дама

Люди в королевском дворце
- Кан Дахён — Хан Симхян
- Юн Гивон — королевский врач
- Юн Джинхо — главный евнух
- Ли Тхэгом — евнух Ким
- Чхве Хвани — евнух Чхве
- Ким Банвон — Сальсу

## Трансляция
| Номер | дата показа     | название |
| ----- | --------------- | -------- |
| 1     | 12 декабря 2020 | Серия 1  |
| 2     | 13 декабря 2020 | Серия 2  |
| 3     | 19 декабря 2020 | Серия 3  |
| 4     | 20 декабря 2020 | Серия 4  |
| 5     | 26 декабря 2020 | Серия 5  |
| 6     | 27 декабря 2020 | Серия 6  |
| 7     | 2 января 2021   | Серия 7  |
| 8     | 3 января 2021   | Серия 8  |
| 9     | 9 января 2021   | Серия 9  |
| 10    | 10 января 2021  | Серия 10 |
| 11    | 16 января 2021  | Серия 11 |
| 12    | 17 января 2021  | Серия 12 |
| 13    | 23 января 2021  | Серия 13 |
| 14    | 24 января 2021  | Серия 14 |
| 15    | 30 января 2021  | Серия 15 |
| 16    | 31 января 2021  | Серия 16 |
| 17    | 6 февраля 2021  | Серия 17 |
| 18    | 7 февраля 2021  | Серия 18 |
| 19    | 13 февраля 2021 | Серия 19 |
| 20    | 14 февраля 2021 | Серия 20 |